# Rückholz
Rückholz è un comune tedesco di 816 abitanti, situato nel land della Baviera.
È situato nella zona della Romantische Strasse, che ha inizio a Füssen, centro poco distante da Ruckholz.
Ruckholz sorge poco distante da un affascinante laghetto immerso nella campagna bavarese, che rappresenta una delle maggiori attrattive turistiche del luogo.